# Margreet Reijntjes
Margreet Reijntjes (Zwolle, 20 januari 1966) is een Nederlandse journaliste en televisie- en radiopresentator.
Na haar rechtenstudie besloot Reijntjes de journalistiek in te gaan. Van 1992 tot en met 1993 was ze actief voor de  Lokale Nieuwsdienst Amsterdam. Daarna werkte ze jarenlang voor RTV Noord-Holland, waar ze de tv-programma's InKleuren en Afslag 107 presenteerde. Daarnaast vormde ze vijf jaar lang met Ivo de Wijs het presentatieteam van VARA's Vroege Vogels 1998-2003. Verder is ze in dat programma een van de inval-presentatoren als Menno Bentveld afwezig is.
Voor Omroep MAX presenteerde Reijntjes op NPO Radio 1 het programma Twee Dingen, dat in 2015 werd genomineerd voor de Zilveren Reissmicrofoon. Sinds januari 2016 presenteert ze elke zondag De Perstribune op NPO Radio 1, tot september 2018 met Govert van Brakel, daarna met Carrie ten Napel. Daarnaast was ze ook samen met Henkjan Smits te horen op NPO Radio 5 in Tijd voor MAX Radio.